# Maison d'arrêt de Besançon
La maison d'arrêt de Besançon (communément prison de la Butte) est une maison d'arrêt située rue Louis Pergaud à Besançon, dans le quartier de la Butte. Elle est le seul établissement de ce type dans la capitale comtoise. Elle a un total de 276 places, dont un quartier pour hommes majeurs de 256 places et un quartier pour mineurs de 20 places.

## Histoire

### Histoire générale et présentation
La maison d'arrêt de Besançon a été mise en service en 1885, puis fut rénovée en 1966 et en 2003. La prison fut conçue à l'origine de trois bâtiments, avant qu'un quatrième ne soit bâti en 1990 afin d'accueillir les arrivants et les mineurs. La maison d'arrêt compte un atelier de 350 m2 proposant des activités de façonnage, conditionnements, montages, assemblages, petits usinages ainsi que métallerie et mécanique pour 90 prisonniers.

### Durant la Seconde Guerre mondiale
La prison a servi durant la Seconde Guerre mondiale aux nazis durant le régime de Vichy, avec la citadelle de Vauban. Les détenus étaient alors des femmes, des enfants et des vieillards anglais, les hommes étant quant à eux rassemblés aux camps de Saint-Denis et de Compiègne. Les conditions de détention sont décrites comme épouvantables. La disette est régulière d'autant plus que le peu de nourriture distribuée est avarié ; les prisonniers dormaient à même le sol avec des couches de paille faisant office de lit ; et aucune commodité concernant l’hygiène la plus élémentaire n'existait (toilettes, douches...). De plus le centre pénitentiaire est surpeuplé ce qui favorise le développement de la vermine et la diffusion de maladies en plus du froid et de la saleté ambiante. De nombreuses personnes, le plus souvent âgées ou fragiles, mouraient quotidiennement à cause de ces conditions de détentions. À partir de 1941, les nazis se sentent en danger dans la ville et envoient les prisonniers au camp de Vittel. C'est alors que les résistants français remplacent les prisonniers anglais. Deux plaques commémoratives situées des deux côtés de la porte principales rendent hommages à certains de ces résistants, assassinés à la suite de jugements prononcés par le tribunal militaire allemand :
Plaque droite
« Simon Marcel • Montavon André • Robledo Balthazar • Paqueriaud Paul • Reddet Marcel • Fertet Henri, • Rothamer Georges • Compagnon Jean • Dupuy Roger • Paillard René • Michelot Jacques • Retrouvey Gaston • Grappin Jean • Puget Roger • Larequi Paul • Puget Marcellin • Tourrain Georges • Roussey René • Trabado Saturnino • Gladoux Philippe • Lhomme Paul-Aymonnin-Raymond • Bèche André — Au sein de cet établissement ont été condamnés à mort ou déportés 23 résistants des groupes Guy Mocquet et Marius Vallet par le tribunal militaire allemand en septembre 1943 — Cette plaque a été inaugurée le 8 septembre 2008 en présence des autorités. »
Plaque gauche
« Dans cette prison huit martyrs de la Résistance ont été lâchement assassinés le 19 mai 1944 par une cour martiale à la solde de l'ennemi — Vannier Lucien, 19 ans - Geley Marius, 20 ans - Blaise Maurice, 20 ans - Le Berrigaud Gilbert, 20 ans - Durand Jean, 21 ans - Bertholino Georges, 21 ans - Greusard Robert, 30 ans - Antonnetti Jean, 31 ans — En hommage fraternel des déportés internés, et familles de fusillés du Doubs. »

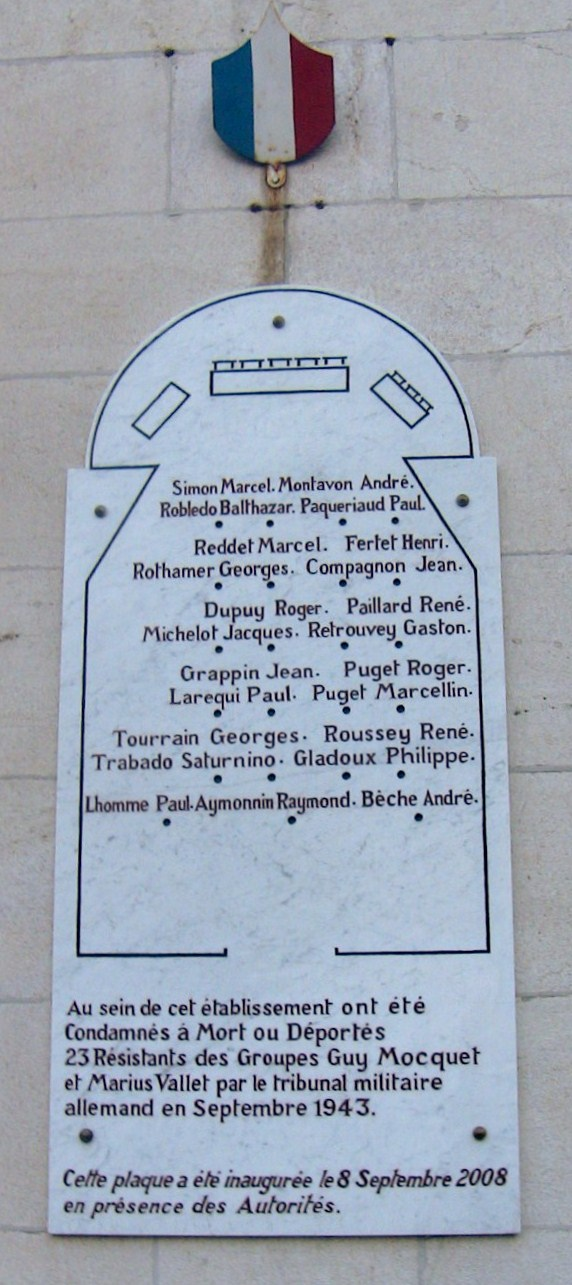
La plaque droite.
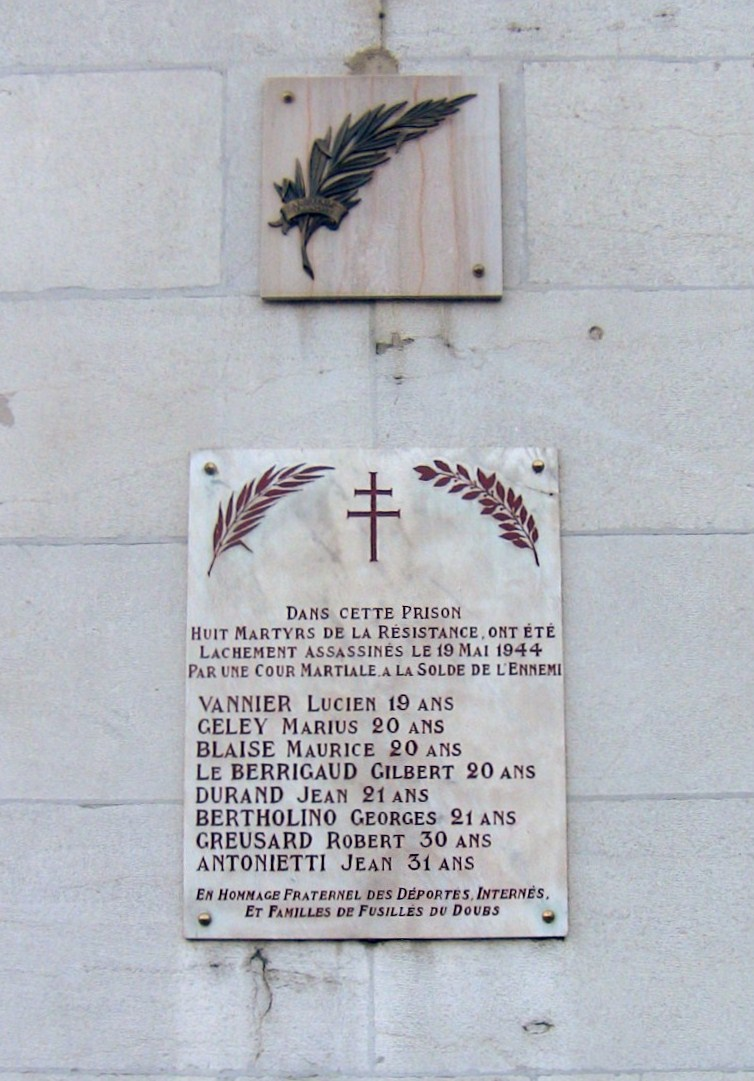
La plaque gauche.

### La prison de nos jours

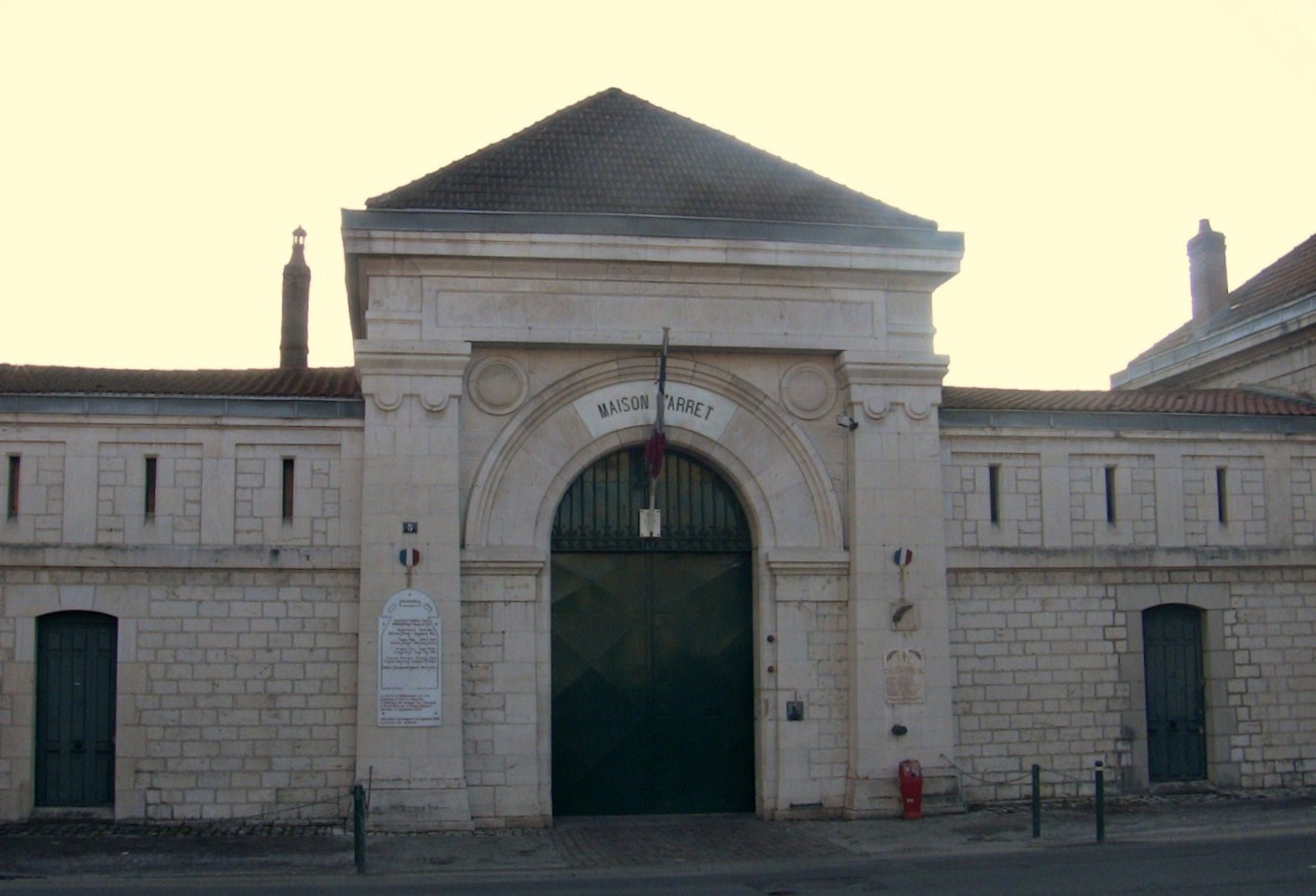
Porte principale de la maison d'arrêt.

La prison de la Butte a connu un suicide particulièrement retentissant : celui d'un surveillant pénitentiaire en 2009, remettant en cause les conditions de travail, bien que l'homme avait des problèmes personnels. Mais c'est surtout la sécurité aux abords de l'établissement qui pose un problème, comme en témoigne la condamnation d'un homme de 31 ans ayant jeté des colis par-dessus le mur de la prison ou les nombreuses plaintes du voisinage et des commerces alentour qui entendent particulièrement l'été des détenus et des individus extérieurs à la prison crier la nuit ou de la « musique rap ». Actuellement une association milite pour « ne pas oublier la prison et ses occupants » et offre ainsi aux visiteurs des prisonniers venus parfois de loin (Montbard, Belfort ou Dijon) un local d'accueil situé à deux pas de l'établissement pour attendre l'ouverture des parloirs.